# Osobní kniha
Osobní kniha je kniha, která je vytvářena a následně vyráběna zpravidla v jednom exempláři pro konkrétní osobu, typicky jako dárek pro dítě. Taková originální kniha bývá většinou napsána předem a konkrétní osobě se dodatečně přizpůsobuje. Zřídka bývá kniha psána autorem přímo na míru. Osoba, většinou dítě, pro kterou je kniha určena, v osobní knize vystupuje jako hlavní hrdina a má jeho charakteristické vlastnosti. V anglicky mluvících zemích se vžil název "personalized book". Osobní kniha vychovává ke čtenářství – dítě se lépe soustředí, pokud příběh pojednává o něm.
Historie osobních knih vznikla v roce 1981, kdy John Helfty začal vyrábět a distributorům dodávat polotovary pro výrobu jednoduchých osobních knih.

## Druhy osobních knih

### Základní osobní kniha s přizpůsobeným jménem

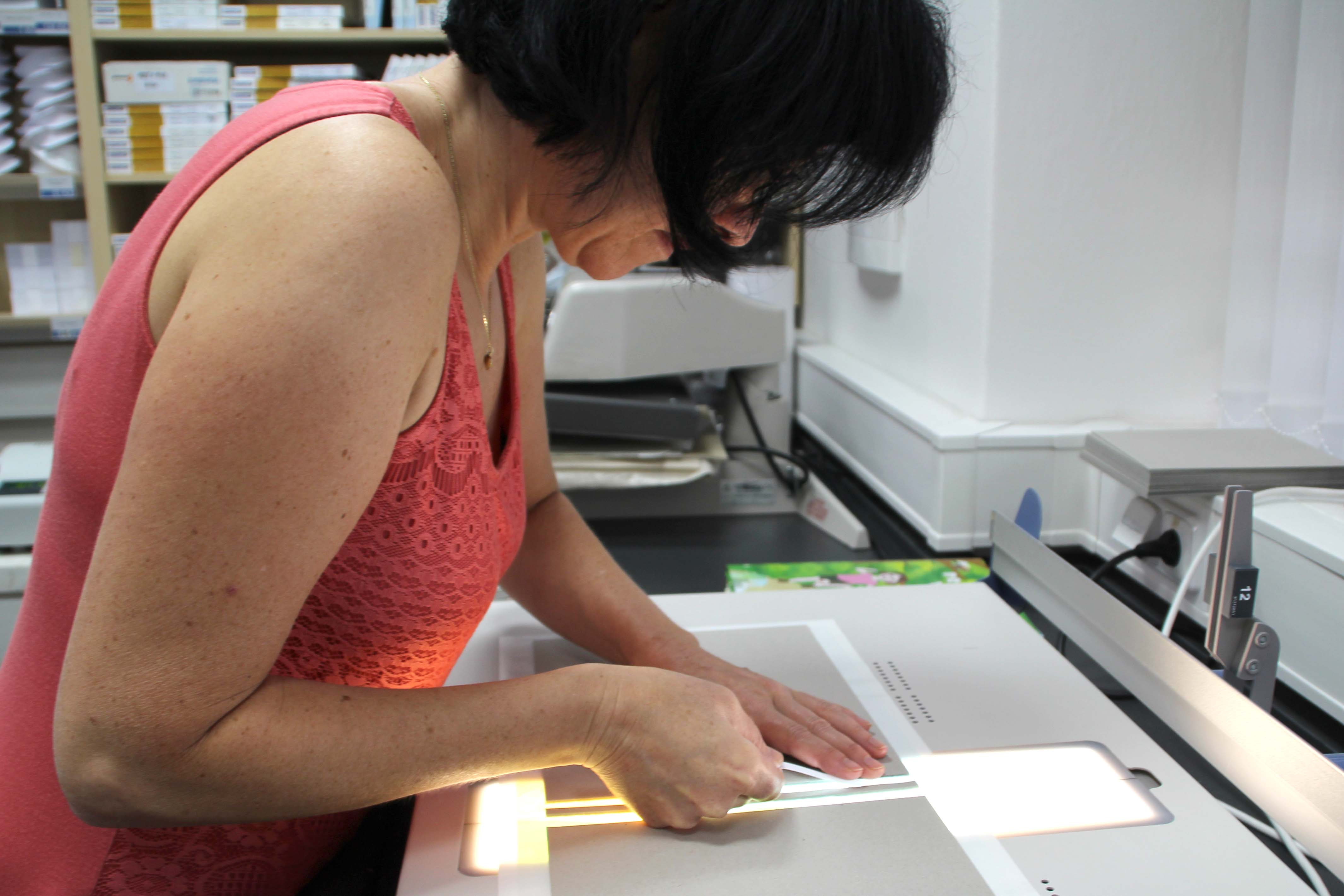
Ruční výroba personalizovaných desek osobních knih.

V takové knize je přizpůsobeno jméno hlavního hrdiny, kvůli jednoduchosti provedení se v knize vyskytuje pouze v prvním pádu. Za tímto účelem bývá kniha již předem napsána autorem a text bývá většinou velmi jednoduchý. V současné době pokročilých technologií pro práci s textem se tento typ už téměř nevyskytuje.

### Textově přizpůsobená osobní kniha

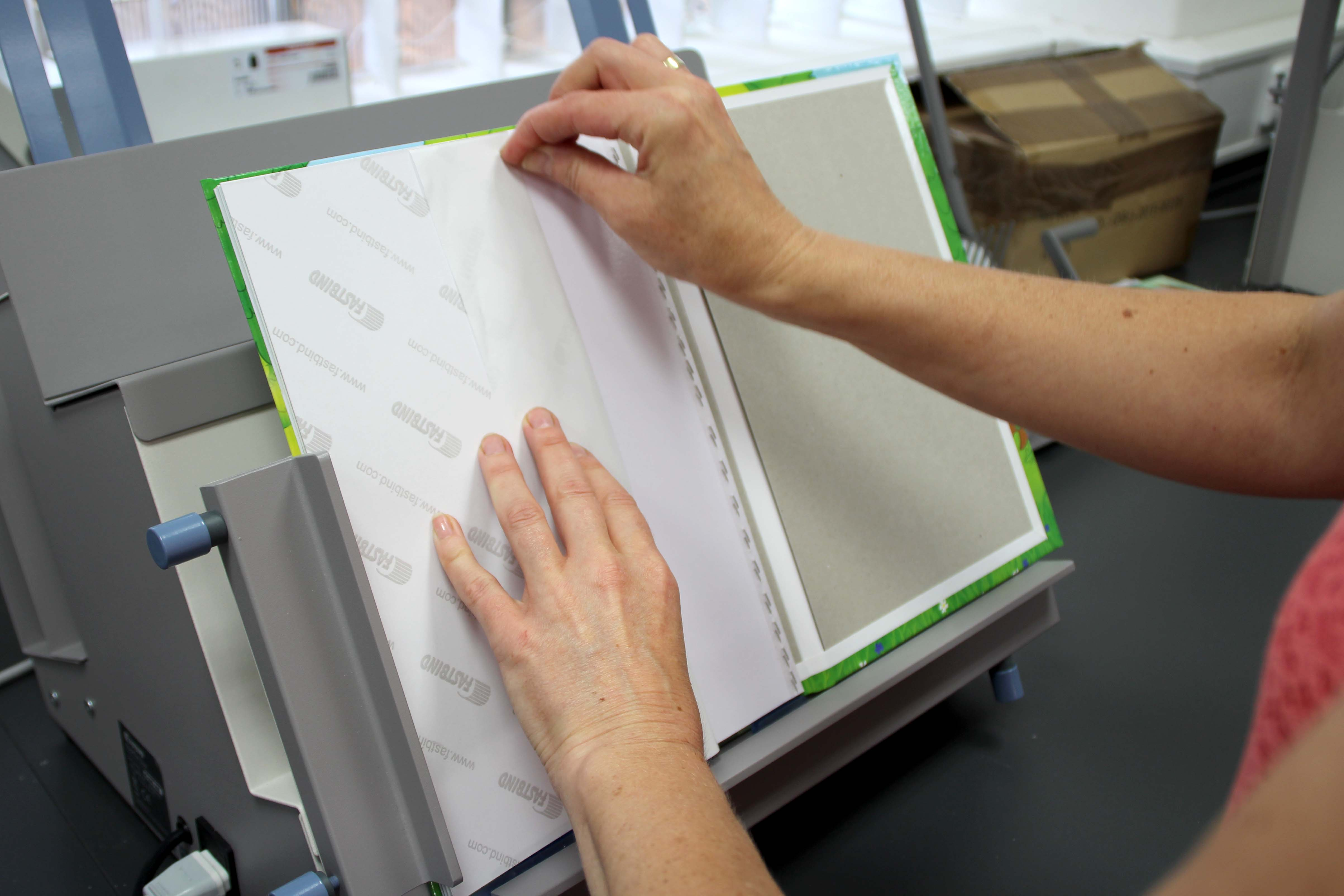
Vlepování knižního bloku do pevných desek. Tady jde o milimetry.

V propracovanějších knihách jsou v textu také osoby kamarádů, bydliště hlavní postavy. V takových knihách se jména hrdinů vyskytují také v různých pádech a běžných mluvnických obratech. Výrobci mají předem sériově vyrobeny desky a ilustrované listy. Textová část knihy bývá vytvořena v textovém editoru a vytištěna běžnou počítačovou tiskárnou. Následně jsou jednotlivé části seskládány, sešity kancelářskou sešívačkou a slepeny. Nejstarším výrobcem této kategorie osobních knih je americká firma Create-A-Book , v Evropě je to třeba rumunský výrobce Carti personalizate. 

### Textově i obrazově přizpůsobená osobní kniha

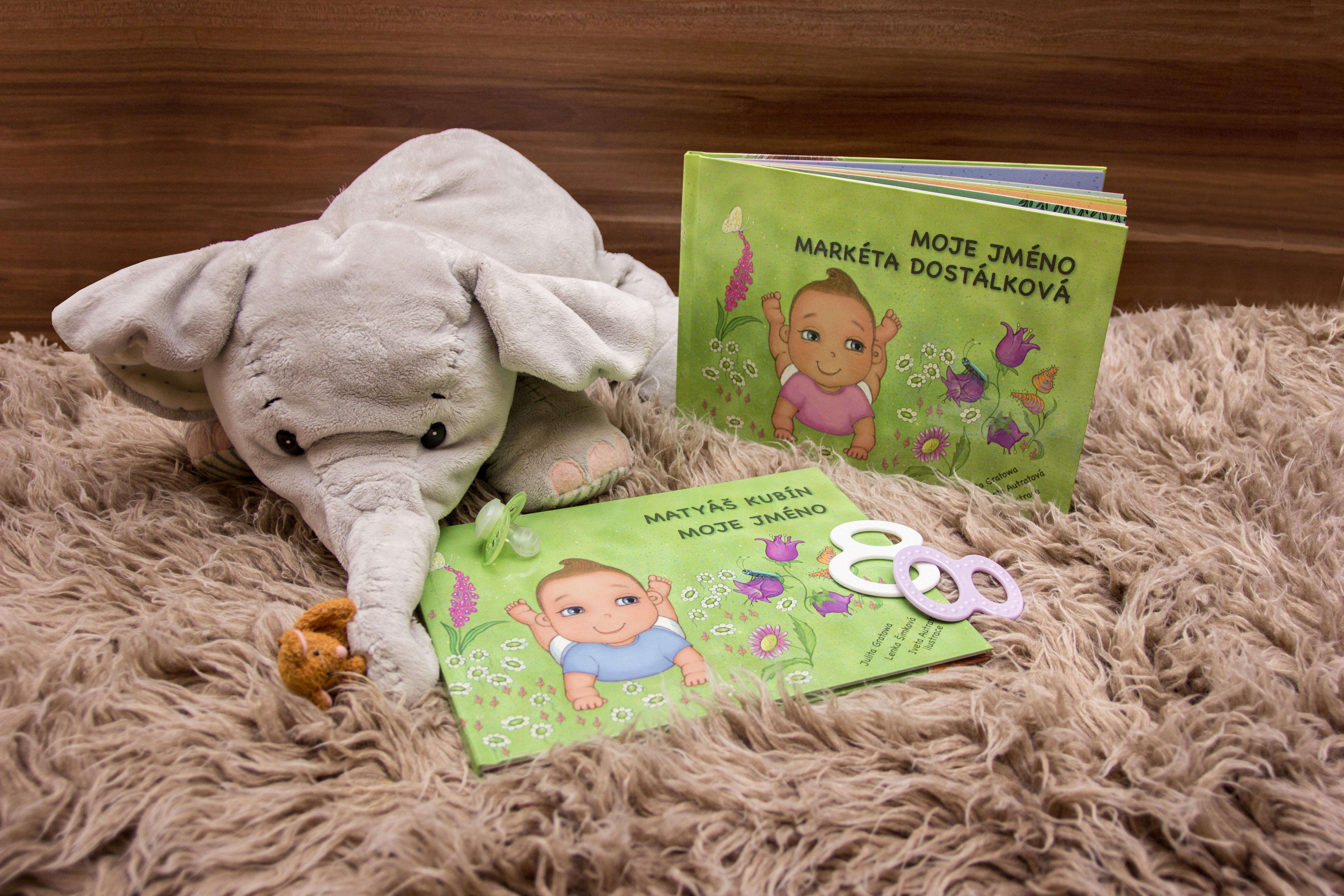
Knihy s příběhem založeném na jménu a příjmení.

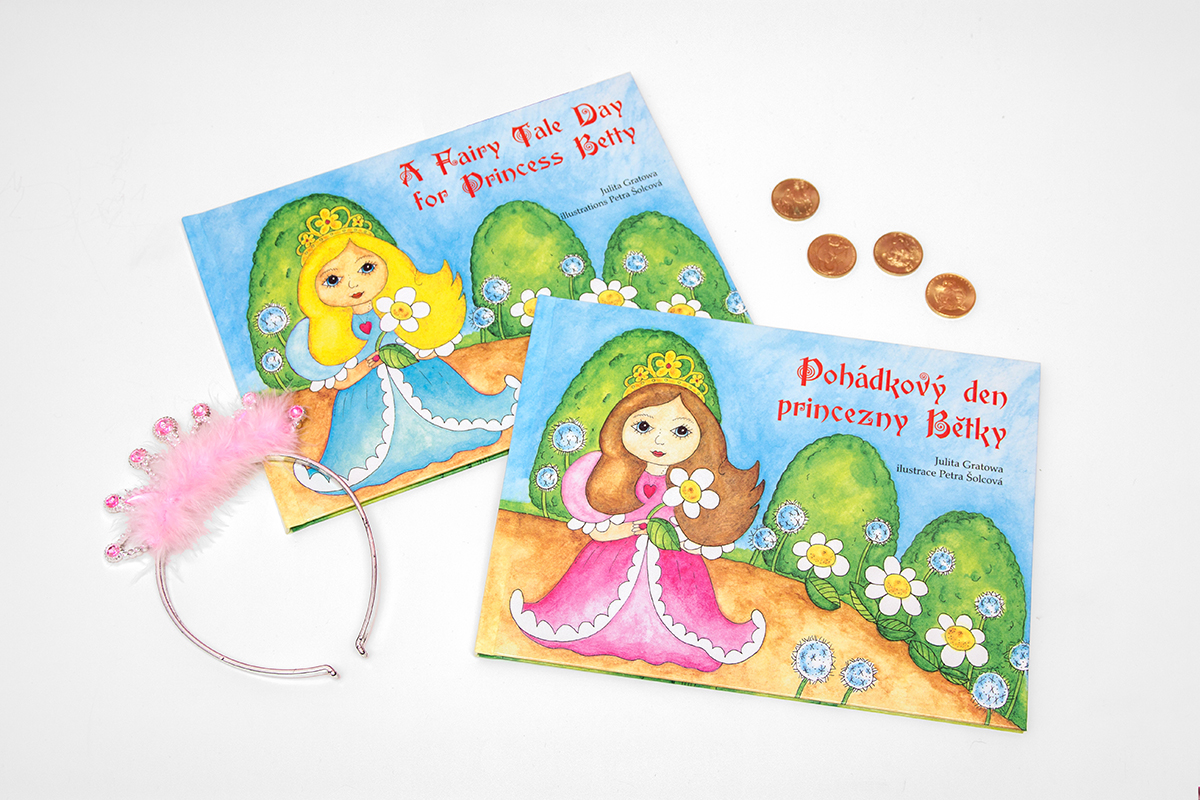
Zpravidla již z desek knihy je patrno, že bude maximálně přizpůsobena.

Knihy této úrovně jsou většinou vysázeny v grafických studiích, typicky použitím sofistikovaných automatizovaných publikačních nástrojů (ADTP). Hlavním rozdílem od pouze textově přizpůsobených osobních knih je navíc úprava ilustrací na míru podle zadání. V obrázcích se přizpůsobuje například tón pleti, oči i vlasy hlavního hrdiny, často také oblečení, oděvní doplňky, drahý kámen podle měsíčního znamení apod. Celá taková kniha se sází, tiskne digitálním tiskem a následně knihařsky zpracovává bez použití polotovarů. Na první pohled se kniha pozná tak, že jméno hlavního hrdiny je obsaženo také v názvu knihy, na deskách a hřbetu knihy. Jedním z předních výrobců je třeba britská společnost Wonderbly, německá Framily , české Originální knihy  nebo Knihy s duší.

### Obsahově přizpůsobená osobní kniha
Výrobce takové knihy má stejný příběh napsán v několika dějových liniích, ze kterých si vybere buď zadavatel nebo je verze zvolena výrobcem na základě zadání (typicky jména a příjmení). Nejdále v této kategorii pokročil britský výrobce Wonderbly  s příběhem o ztraceném jménu The Little Boy Or Girl Who Lost Their Name, ve které zvířátka skládají jméno a příjmení narozenému dítěti.

### Zcela individuálně vytvořená osobní kniha
Jedná se o jedinečný příběh napsaný podle zadání, následně ilustrovaný, redakčně zpracovaný, vytištěný a svázaný. Pro zadavatele je ovšem jak časově, tak především finančně nejnáročnější.

## Osobní knihy v češtině
V češtině se tento typ publikace nazývá Originální kniha. Knihy vycházeji např. s titulem Moje jméno v rozlišení pro chlapce a dívky. Někdy se též pro tento produkt používá anglicismus personalizovaná kniha.